# Bethaus (Zielona Góra)

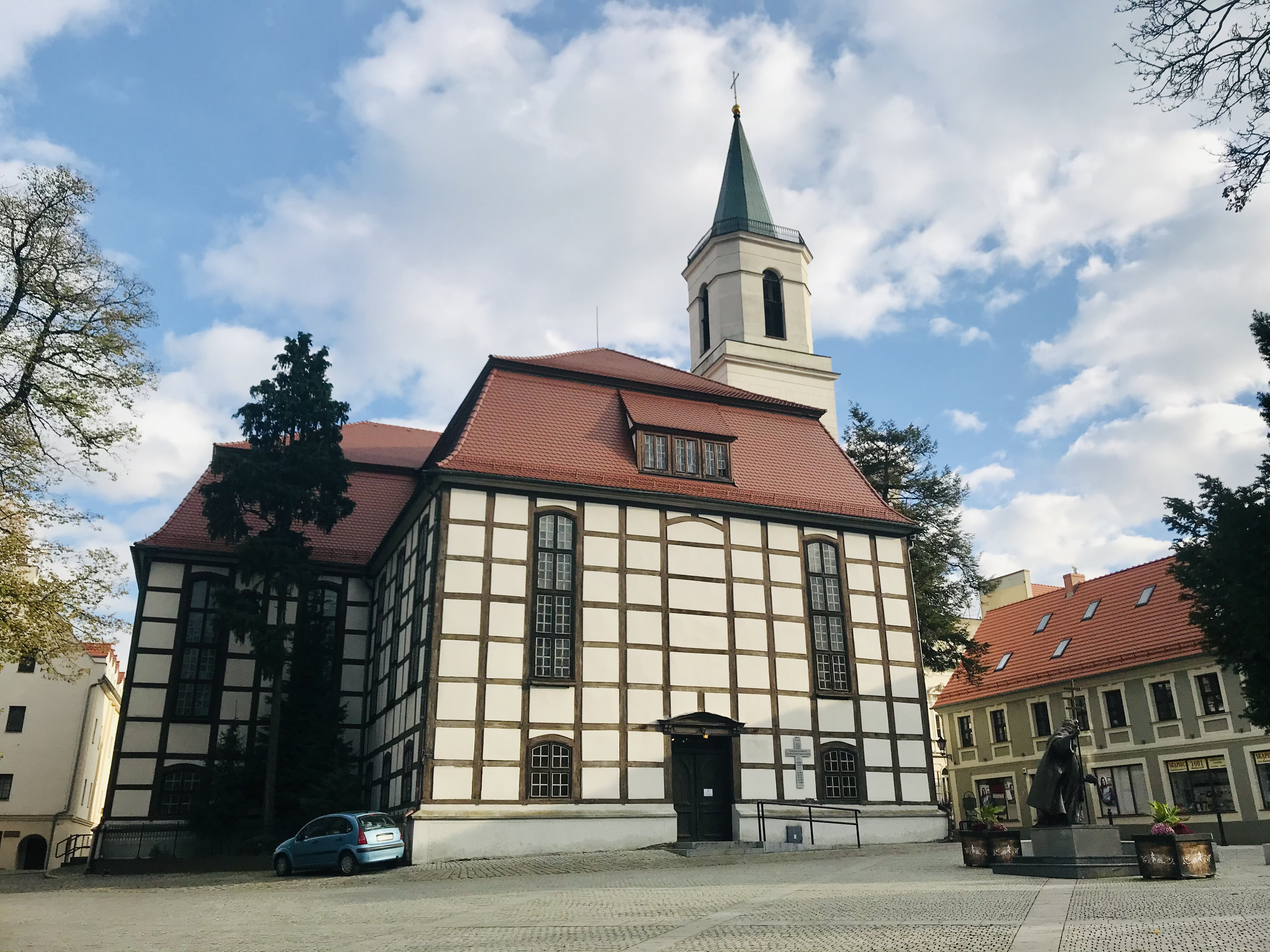
Ehem. Bethaus Grünberg

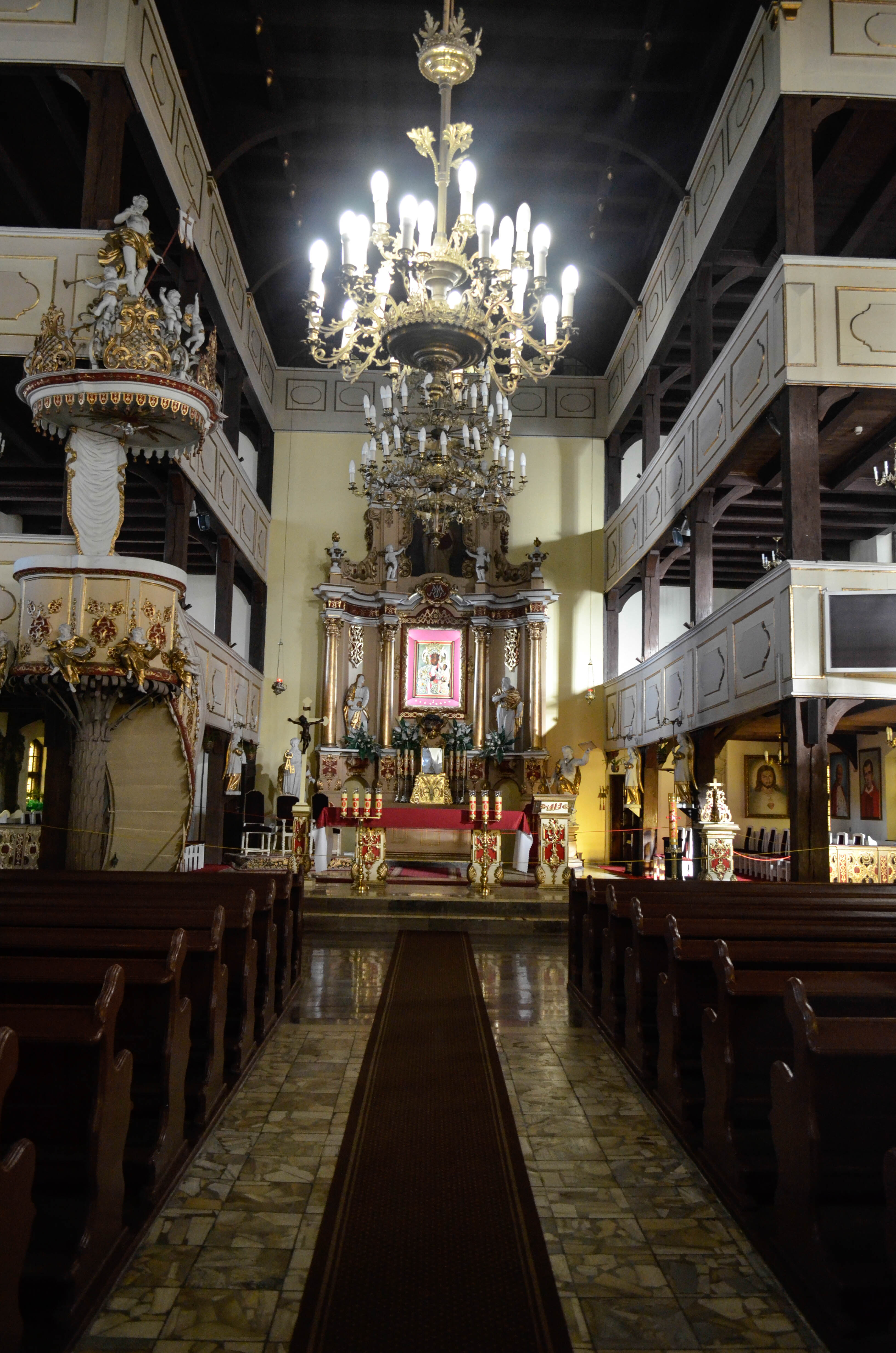
Innenraum

Das Bethaus zum Garten Christi ist die ehemalige Evangelisch-lutherische Gemeindekirche in Zielona Góra (deutsch: Grünberg in Schlesien) in der Woiwodschaft Lebus in Polen. Sie dient heute als Pfarrkirche Muttergottes von Tschenstochau (polnisch: Kościół Matki Bożej Częstochowskiej) der römisch-katholischen Kirche.

## Geschichte
Während der Reformation war das seit 1526 als Teil des Herzogtums Glogau zum Habsburgerreich gehörende Grünberg lutherisch geworden, wobei die mittelalterliche Stadtpfarrkirche St. Hedwig bis zu ihrer Restituierung 1651 als evangelische Gemeindekirche diente. Nach der preußischen Annektierung Schlesiens im Ersten Schlesischen Krieg 1740 wurde von 1746 bis 1748 eine evangelische Bethauskirche in Fachwerkbauweise errichtet. Unter der Leitung des Bürgermeisters Christoph Friedrich Benjamin Kaufmann und des ersten Pfarrers Friedrich Martin Frisch wurde zunächst ein Bauausschuss gebildet und im August 1745 mit der Vorbereitung des Geländes für den Bau begonnen. Im September fand die Grundsteinlegung statt und bis zum 20. Oktober 1747 war die Kirche im Rohbau unter Verwendung von Stein- und Ziegelmaterial der niedergelegten Stadtbefestigung vollendet, die Einweihung fand am 15. Dezember 1748 statt. Als Baumeister der nach dem Vorbild der Schlesischen Friedenskirchen des 17. Jahrhunderts in Fachwerkbauweise errichteten Kirche gilt der Glogauer Baudirektor Christoph Gottlieb Hedemann. 1828 erhielt der Kirchenbau nach Plänen von Regierungsbaurat Neumann aus Liegnitz einen klassizistischen Turm mit oktogonalem Aufsatz, Spitzhelm und bossierten Wänden.
Nach dem Zweiten Weltkrieg wurde die Kirche zur katholischen Pfarrkirche umgewidmet und am 1. Dezember 1946 der Muttergottes von Tschenstochau gewidmet.

## Architektur
Das ehemalige Bethaus von Grünberg ist ein in regelmäßigem Fachwerk angelegter kreuzförmiger Kirchenbau mit Mansardwalmdach. Das Kircheninnere wird von dreigeschossigen Emporeneinbauten bestimmt.

## Orgel
Nach ihrer Fertigstellung hatte die Kirche 1755 eine Orgel erhalten, in deren neunteiligen Prospekt 1906 ein Werk der Orgelbaufirma Schlag & Söhne in Schwednitz eingebaut wurde. Die Orgel besitzt die folgende Disposition:
| Manual C–f3 |               |        |
| 01.         | Principal     | 16′    |
| 02.         | Bordun        | 16′    |
| 03.         | Principal     | 08′    |
| 04.         | Gambe         | 08′    |
| 05.         | Hohlflöte     | 08′    |
| 06.         | Doppelflöte   | 04‘    |
| 07.         | Spitzflöte    | 04′    |
| 08.         | Octave        | 04′    |
| 09.         | Rausch-Quinte | 02 ⁄3′ |
| 10.         | Mixtur III–V  |        |
| 11.         | Scharf III    |        |
| 12.         | Trompete      | 08′    |

| Manual II C–f3 |                      |         |
| 13.            | Quintaten            | 16′     |
| 14.            | Principal            | 08′     |
| 15.            | Fugara               | 08′     |
| 16.            | Dolce                | 08′     |
| 17.            | Geigen Principal     | 08‘     |
| 18.            | Travers Flöte        | 04′     |
| 19.            | Kornett-Mixtur II–IV |         |
| 20.            | Waldflöte            | 02′     |
| 21.            | Tercja               | 01 3⁄5′ |
| 22.            | Flet                 | 01′     |

| Manual III C–f3 |                          |     |
| 23.             | Lieblich Gedekt          | 16′ |
| 24.             | Geigen Principal         | 08′ |
| 25.             | Salcional                | 08′ |
| 26.             | Aeoline                  | 08′ |
| 27.             | Vox Coelestis            | 08‘ |
| 28.             | Lieblich Gedekt          | 08′ |
| 29.             | Doppelflöte              | 04′ |
| 30.             | Violine                  | 04′ |
| 32.             | Progress. harmon. II–III |     |

| Pedal C–f1 |                |         |
| 33.        | Majorbass      | 16′     |
| 34.        | Principal-Bass | 16′     |
| 35.        | Violon         | 16′     |
| 36.        | Subbass        | 16 ′    |
| 37.        | Quintbass      | 10 2⁄3′ |
| 38.        | Offenbass      | 08′     |
| 39.        | Violoncello    | 08′     |
| 40.        | Gambenbass     | 08′     |
| 41.        | Posaune        | 16′     |

- Koppeln: II/I, III/I, III/II; I/P, II/P, III/P,